# Septentrinna bicalcarata
Septentrinna bicalcarata (Simon, 1896) è un ragno appartenente alla famiglia Corinnidae.

## Biologia
Questo ragno è mirmecofilo, cioè vive in associazione con le formiche; in particolare è stato rinvenuto, nei pressi dei nidi e anche presso la superficie dei tumuli di alcune specie del genere Pogonomyrmex (Mayr, 1868).

## Distribuzione
La specie è stata reperita in alcune località degli USA e del Messico.

## Tassonomia
La denominazione Corinna bacalcarata presente nel citato studio della Cushing è da intendersi un refuso per Corinna bicalcarata, sinonimo della specie.
Al 2012 non sono note sottospecie e non sono stati esaminati nuovi esemplari dal 2000.